# Schweizergarde

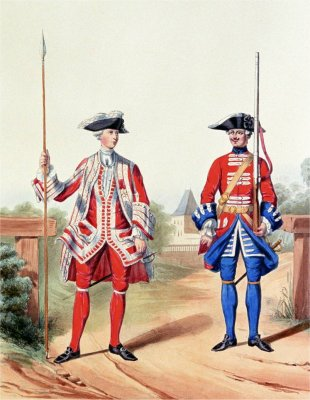
Officer och soldat i det franska schweizergardet 1757.

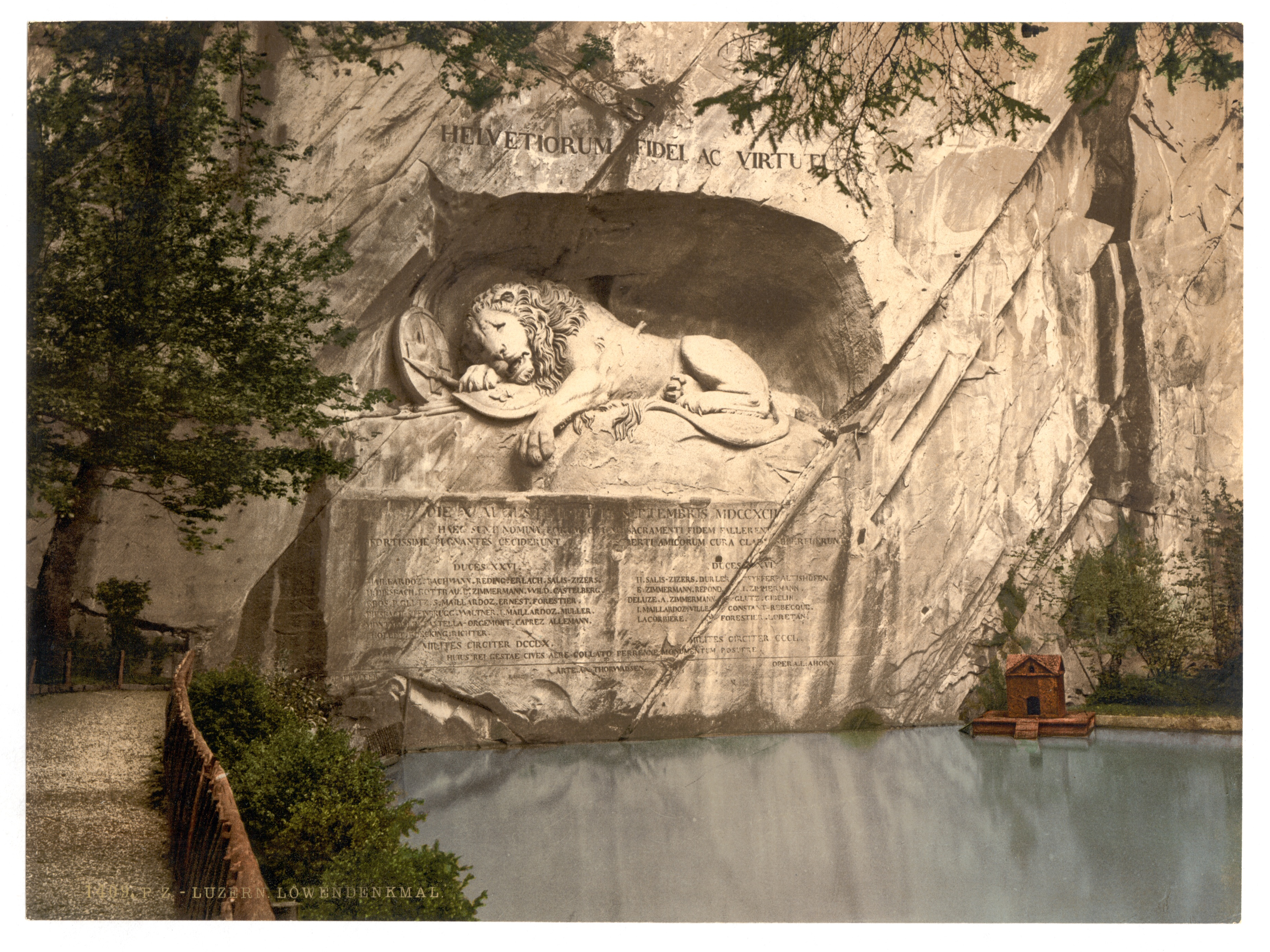
Lejonmonumentet i Luzern.

Schweizergarde är ett militärt garde bestående av värvade schweiziska soldater, med uppgift att fungera som livvakt samt medverka i vissa ceremoniella sammanhang. Andra typer av värvade schweiziska förband betecknas vanligen inte som schweizergarden.
Det första schweizergardet bildades i slutet av 1400-talet av den franske kungen Karl VIII. Liknande förband sattes upp under 1500-, 1600- och 1700-talen i flera europeiska stater. Det enda idag kvarvarande schweizergardet är Påvliga schweizergardet, bildat 1506. 
År 1874 infördes i den schweiziska konstitutionen en regel som förbjöd utländska makter att rekrytera schweiziska medborgare för militär tjänst. Från 1927 är det också förbjudet för schweiziska medborgare att gå i utländsk tjänst på eget initiativ. Tjänstgöring i det påvliga gardet utgör ett uttryckligt undantag från denna regel.

## Frankrike
Franske kungens liv- och hustrupper, Maison Militaire du Roi, hade ett schweiziskt drabantgarde och ett schweiziskt livgarde.

### De hundra schweizarna (Les Cent Suisse), 1497–1792
Schweizerdrabanterna svarade för den inre bevakningen av det kungliga slottet och framförallt för vakthållningen i de kungliga våningarna. Kåren bestod av 127 schweiziska officerare och underofficerare under en fransk chef. Schweizerdrabantenas chef, le Capitaine Colonel des Cent-Suisses, var en av de höga riksämbetsmännen. Drabanterna var beväpnade med värjor och hillebarder, musköter och gevär. Kåren lades ned 1792 på order av nationalförsamlingen.

### Schweizergardet (Gardes Suisses), 1616–1792
Schweizergardet bestod av 20 kompanier med 200 musketerare och pikenerare per kompani. Varje kompani hade 1 kapten, 2 löjtnanter, 2 underlöjtnanter, 1 fänrik, 1 fältväbel, 4 sergeanter och 2 korpraler. Större delen av detta garde stupade vid försvaret av Tuilerierna när det stormades under den franska revolutionen. De flesta av de överlevande mördades av Parispöbeln. Lejonmonumentet i Luzern är uppfört till minnet av deras pliktuppfyllelse.

## Heliga stolen

### Påvliga schweizergardet, 1505
Det Påvliga schweizergardet grundades 1505 av påven Julius II och är det enda kvarvarande schweizergardet i världen. Formellt sett är Schweizergardet i den Heliga stolens tjänst och inte en av Vatikanstatens styrkor. Gardet består av 135 man.